# Tour de Mustagh
La tour de Mustagh ou tour de Muztagh, culminant à 7 273 m, est une aiguille rocheuse située dans le massif du Karakoram, entre le Pakistan et la Chine. Longtemps considéré comme inaccessible, ce sommet demeure l'une des ascensions les plus difficiles du Karakoram.

## Géographie
La tour de Mustagh est située en amont du glacier du Baltoro et le domine de sa verticalité.

## Histoire
La silhouette caractéristique de la tour de Mustagh est rendue célèbre au début du XXe siècle grâce aux photographies prises par Vittorio Sella au cours de l'expédition au K2 de Louis-Amédée de Savoie.
Le 25 août 2008, Pavle Kozjek, qui participe à une expédition à la tour de Mustagh avec Dejan Miškovič et Gregor Kresal, chute lors du franchissement d'une corniche. Il est déclaré mort quelques jours plus tard.

### Premières ascensions

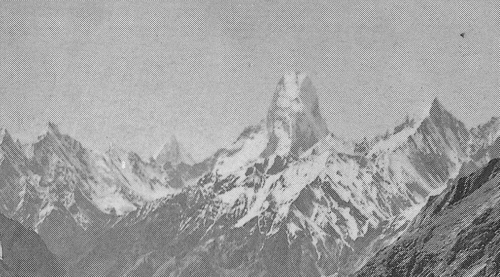
Photo prise par Vittorio Sella lors de son expédition au K2 en 1909.

- 6 juillet 1956 - versant ouest et arête nord-ouest par une expédition britannique par John Hartog, Joe Brown, Tom Patey et Ian McNaught Davis.
- 12 juillet 1956 - versant sud et arête sud-est par une expédition française (André Contamine, Paul Keller, Guido Magnone et Robert Paragot). Bien qu'elles se soient rencontrées avant leurs tentatives, chaque expédition ignorait la position de l'autre jusqu'à ce que la cordée française aperçoive la cordée britannique au sommet.
- 1984 - arête nord-est du sommet inférieur (7 180 m).